# 井上文雄 (デザイナー)
井上 文雄（いのうえ ふみお、1973年 - ）は、日本のデザイナー。
現在、CAMPを運営している 。そのほか、comos-tv、基礎芸術、AMSEA（社会を指向する芸術のためのアートマネジメント育成事業）などにも参加。

## 概要
神戸市生まれ。1993年、中央大学法学部政治学科入学。1996年、大学を中退してエディトリアル・デザイン事務所に勤務。 
1999年、フリーランスのデザイナーに。2004年、東京コンペ＃1入選。
2005年、代官山インスタレーション2005入選。Design Tide 2005「六本木×100DESIGNERS」出展。06年、RA研究会を立ち上げる。ニコラ・ブリオーの『Relational Aesthetics（関係性の美学）』の翻訳をしながら月1回の研究会を開催中。
2007年、「Double Cast（ダブルキャスト）」展のトークイベントの企画などを担当。2006年以降、MUSEUM OF TRAVELを中心に活動を展開している。